# 马尼什 (外交官)
马尼什（英語：Manish，1969年6月24日—），印度外交官，现任印度驻塞浦路斯高级专员。

## 經歷
1997年，加入印度外事服務。
2023年7月10日，被任命为下一任印度驻塞浦路斯高级专员。

## 个人生活
马尼什精通印地语、英语和俄语。他爱好旅行、体育和美食，对战略、贸易与商业及发展合作问题有深厚兴趣。与妻子普丽蒂·古普塔（Preeti Gupta）育有一子。